# Harpyia umbrosa
Harpyia umbrosa är en fjärilsart som beskrevs av Otto Staudinger 1892. Harpyia umbrosa ingår i släktet Harpyia och familjen tandspinnare. Inga underarter finns listade i Catalogue of Life.